# Climate Investment Funds
I Climate Investment Funds (in sigla CIF) o Fondi di investimento climatico sono fondi progettati per nazioni sviluppate e in via di sviluppo e sono implementati con le istituzioni finanziarie internazionali per colmare il deficit di finanziamento e apprendimento tra oggi e il prossimo accordo internazionale sui cambiamenti climatici.
I CIF sono due fondi distinti: il Clean Technology Fund (Fondo per le tecnologie pulite) e lo Strategic Climate Fund (Fondo climatico strategico).
I CIF, sono fondi aggiuntivi all'esistente Aiuto pubblico allo sviluppo e con lo scopo di rendere capaci quelle nazioni a continuare il loro percorso di sviluppo e raggiungere gli Obiettivi di sviluppo del Millennio.
Questi fondi saranno operativi in stretta coordinazione con sforzi bilaterali e multilaterali.
I fondi sono stati approvati dalla Banca mondiale a luglio 2008 e il 26 settembre 2009 ricevendo impegni per 6,5 miliardi di dollari.